# Копчик Ігор Михайлович
Ігор Копчик (нар. 17 листопада 1945, Львів) — український скульптор та художник, засновник жанру рельєфної пластики на шкірі

## Життєпис
Ігор Копчик народився у Львові в родині шевця.  
У 1962 році закінчив середню школу у с. Жовтанці (Кам'янко-Бузький район, Львівська область), опісля навчався в училищі при Львівському м'ясокомбінаті. Здобув фах механіка холодильного обладнання.
З 1964 по 1967 відслужив у радянській армії, а у 1975 з третьої спроби вступив у Львівський державний інститут прикладного та декоративного мистецтва (тепер — Львівська національна академія мистецтв), де до 1981 навчався на кафедрі декоративної кераміки
Живе та працює у Львові  

## Техніка
Копчик винайшов власну техніку тиснення на шкірі, що поєднує одразу кілька ремесел: створення рельєфних композицій у м'якому матеріалі, ліплення з гіпсу та цементу, відливання з металу (ливарна техніка), тиснення на шкірі. Для кожної зі своїх робіт художник власноруч виготовляє оригінальне кліше з металу, яке і стає його інструментом. Тиснення відбувається у гідравлічному пресі при температурі 100 градусів з використанням спеціальної твердої ґуми, щоб усі закутки кліше були відтиснені рівномірно. Через складність процесу, Ігор Копчик створює не більше кількох робіт на рік
Про свою техніку художник говорить так:

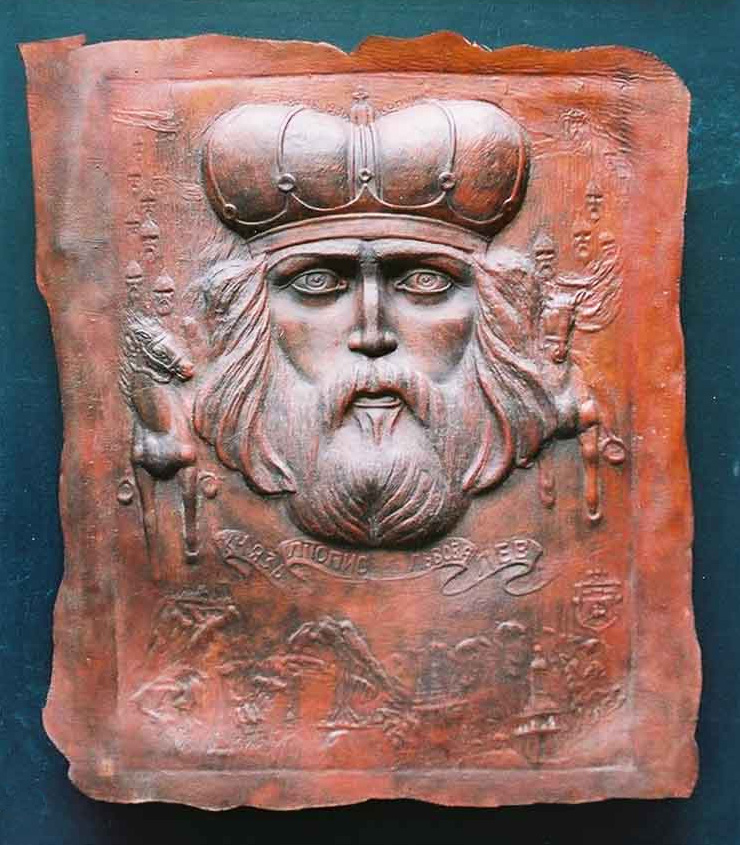
«Кзязь Лев», тиснення на шкірі Ігоря Копчика

|  | Я закохався у тиснення на шкірі, бо це архіскладний жанр. І ця складність манить мене. Треба володіти багатьма ремеслами, щоб його опанувати, а помилка у будь-якому процесі цієї роботи одразу призведе до браку. Найцікавіше мені працювати над маленькими картинами з дволикими образами, які навіть можна крутити – це серія під назвою «Магія українців». Я раніше робив великі роботи, для яких треба кліше розміром 50 на 60 см, і щоб їх залити, то треба ставити в яму та засипати піском. Це дуже складна технологія. А тут я маю маленькі кліше, з якими легше працювати |

## Творчість
До творення рельєфних композицій на шкірі, Копчик працював над скульптурою малих форм. Його перша персональна виставка відбулася у 1986 у Музеї народної архітектури та побуту у м. Львові.
Відтоді Копчик — учасник понад 15 персональних виставок
У 1996—1997 рр його пересувна експозиція була виставлена у німецьких містах — Мюнхені, Дрездені, Хемніці, Ерфурті, Єні, Ґайдельберзі, Дармштадті.  
Роботи художника знаходяться у колекціях музеїв США та Канади (Музей україніки в Торонто). Два полотна роботи Ігоря Копчика подаровані папі Римському Іванові Павлу II на урочистостях з нагоди 400-річчя Берестейської унії у 1996. Серед власників його композицій — 42-ий президент США Білл Клінтон, 3-ій президент України Віктора Ющенка, а також константинопольський патріарх Варфоломій І.